# 忍流
『忍流』（しのびりゅう）は、2009年12月18日にソフトハウスキャラから発売された18禁シミュレーションゲーム。

## ストーリー
時は戦国時代。東方の島国では、群雄割拠の戦乱の中で暗躍する忍者集団「忍衆」という組織が多数存在していた。その忍衆の1つ、水玄衆（すいげんしゅう）では敵対組織による度重なる謀略や戦闘を経て組織の弱体化が進み、崩壊の危機を迎えていた。そんな最中、主人公は水玄衆の長となって戦乱の時代を終わらせるべく、戦国時代を長引かせる原因となった忍衆同士の対立を無くし、忍びの世界の統一を目指す。

## システム
限られた広さのマップに施設を建設しながら、配下の忍者を派遣し他の忍衆の影響を排除し、戦乱の終息を目指すターン制のシミュレーションゲーム。各ターンに行えるアクションは以下の4種類となっている。
任命
配下の忍者を選択した任務に就かせる。
訓練
忍者の卵を訓練する内容を決定する。
設置
忍者の里の施設を変更する。
情報
現在所持している情報を確認する。

## 世界観
大陸からやや離れた東方の島国「東島国」を舞台としている。東島国は6つの島で構成されており、それぞれの島の間は近いために交流が盛んである。大陸からは距離が離れているためにあまり交流は無く、大陸とは異なった独自の文化を持つようになっている。国の状況は日本の戦国時代に近く、50年ほど前に起きた後継者争いを発端とした戦国時代の最中であり、各地方の領主が独立して大名を名乗っている。

### 忍者
忍者は「盗賊などから村を守るために身を守る技術を持つものが由来」という設定となっている。小さな村が生き残るため、武士道などでは卑怯とされる奇襲・夜襲・暗殺・破壊工作等を勝つための手段として用いる。戦乱のたびに忍者の技術も洗練され、その強さが世に知られるようになると統治者（大名）がその力に目を付け、金銭や権力で利用されるようになっていった。その結果、多くの忍者は大名の庇護の下での安寧を得るようになったものの、逆に戦乱の世の中を長引かせる一因となっている。

### 水玄衆
忍術を扱う28の村が集まってできた忍衆。歴史的にも古く、200年を経た現在では76の村が参加しているが、水玄衆が後押しした大名が敗れ続けた結果、総数でも最盛期の1/4に、戦える忍者ではさらに少ない数まで勢力が減退している。首脳は四鬼と呼ばれ、政治・経営部門担当「影鬼」、対外戦闘部門「戦鬼」、治安・暗殺部門「月鬼」、情報収集部門「滅鬼」の4人で構成されている。

## 登場人物

### メインキャラクター
影虎（かげとら）
主人公。四鬼の一人「影鬼」。集団の運営能力と女性を寝返らせる能力の際立った才能を持つ。戦闘や偵察といった忍者としての能力は皆無と自称しているが、過去のトラウマにより本人がそう感じているだけで決して皆無ではない。影鬼になるまで間では、女性を抱いて情報収集及び寝返らせることを任務としていたため、多くの仲間からも無能者と考えられていた。ソフトハウスキャラ作品としては『ブラウン通り三番目』以来の既婚者の主人公となっている。
水蓮（すいれん）
声 - 青山ゆかり
水玄衆の長の一人「戦鬼」であり、公にはされていないが影虎の妻でもある。戦闘に関する能力に優れており、影虎からも「あいつが死ぬことは無い」と言われるほど信頼されているが、頭はあまり回らないほうで複雑なことを考えることを苦手としている。思考回路もどちらかといえば短絡的。水が苦手で水泳能力を訓練するイベントが存在する。ツンデレで、物語序盤では主人公との結婚が政略結婚ということとその経歴から好きになれないでいたが、イベントを経て互いに理解するようになる。
疾風（はやて）
声 - 一条光
水玄衆の長の一人「月鬼」。ゲーム直後は新婚の状態で、愛妻家。影虎の才能に最も早く気がついた人間の一人で、影虎が影鬼になれるように手助けした一人。
鬼松（おにまつ）
声 - こんつ
水玄衆の長の一人「滅鬼」。普段は商人の格好で町に出て、材木問屋の主として情報収集を行なっている。影虎の才能に最も早く気がついた人間の一人で、先代の影鬼から影虎について聞かされその才能を知るようになった。
ホタル
声 - 羽高なる
多木衆の忍者で水玄衆を弱体化させる作戦の隊長を務めるくの一。多木衆では身分制度に厳しく、実力はあるがあまり高く評価されていなかった。多木衆滅亡の際に影虎に篭絡され、影虎専属の水玄衆忍者となる。多木衆の忍び装束からか、非常に袖の振りが長いのが特徴。水蓮が影虎に好意を持ち体を許すようになると対抗心を露にするが、互いの気持ちを宣言しあうことで知り和解し、彼の女癖の悪さからライバルがこれ以上増えない共同戦線を張るようになる。エンディングでは平和な時代になった直後に影虎の妾として影虎の子供を産む。
祭花（まつりか）
声 - 真中海
風花党の党首で雪花の妹。幼い時に姉妹揃って視覚聴覚といった感覚を任意で共有できるようになる風花党の秘術を施されたが、祭花と雪花が秘術に対する相性が良すぎたため、触覚が常にお互い逆に伝わるようになってしまっている。そのため性行為の際も、祭花と性行為をすると雪花が感じて、雪花と性行為をすると祭花が感じてしまう。イベントを進めることでこれはある程度解消される。
雪花（せっか）
声 - 松永雪希
風花党の忍者で祭花の姉。実働面を主に担当している。幼児体型であることにコンプレックスを抱いており、祭花との体型差（特に胸の大きさ）を気にしている節が随所に見られる。怠け癖があり、祭花からよく注意されたり、それをネタにからかわれたりしている。
火夜（ひや）
声 - あおいひかる
夜月衆の忍者。戦闘を始めとした忍者としての能力は非常に優れているのだが、任務を好き嫌いで動いてしまう側面がある上に女好きで大食いという欠点がある。その食事量は半端な量ではなく、彼女が夜月衆を抜けたことにより、破綻しかけていた夜月衆の財政状況が一気に好転したほどである。
音夜（おとや）
声 - 原田友貴
夜月衆の頭領。火夜の扱いに日々苦心している。エンディングでは夜月衆を率いて大陸に渡った。
高崎 三鷹（たかざき みたか）
声 - 星咲イリア
久留滝家重臣の娘。獣人族。久留滝家支援の条件として影虎と関係を持つようになる。文武両道で、文においては華道など多数の分野で免許皆伝の資格を持つ。
久留滝 桜姫（くるたき さくらひめ）
声 - 春日アン
久留滝家当主の娘。オオガー族支族シバ族の獣人。ゲーム中で久留滝家が滅亡後、再興のために水玄衆に支援を要請してくる。まだ幼いためか、武士・忍者の身分の差にとらわれない比較的自由な発想を持つ。また、商才にあふれ数多の商売を成功させる。しいたけとブロッコリーとアスパラガスが苦手。
シルヴィア
声 - 海原エレナ
システン王国の王女。第三位の王位継承権を持つ。王国内での権力争いにより厄介払いの意味も込めて東島国の制圧を命じられ、大陸から攻めてくる。軍の指揮能力に優れている一方、交渉などについてはホークに一任してきたためあまり能力は高くない。システン王国軍は彼女の指揮の力もあり、上陸から序盤にかけては地元大名などの協力者の支援を受け円滑に制圧を進めるものの、王国の密命を受けたルストン商会の鉄砲の販売や制圧途中での軍艦の撤収命令、水玄衆による補給妨害を受けて最終的に壊滅する。その際、本国に兵士を帰還させる条件としてシルヴィアは影虎の元に残り、最終的に彼の妾となる。12歳の時に夜怖くてトイレにいけず寝小便をしたことがある。
ホーク
声 - 立花十四朗
シルヴィアの参謀。王国内での手回しなどの雑事を卒無くこなす。

### サブキャラクター
静（しず）
プロローグから登場する水玄衆の忍者。元は忍び込んできた敵側の忍者であったが、影虎によって捕まり、篭絡させられ水玄衆に寝返った。
春香（はるか）
声 - 大波こなみ
物語序盤から登場する水玄衆の忍者で、影虎に不満を持つ忍者の中から近習として集められた忍者の一人。影虎に不満を持っていた際に影虎の命を三度狙い、その度に手篭めにされた。余計な一言をよく口にする癖がある。
夏芽（なつめ）
声 - 渋谷ひめ
物語序盤から登場する水玄衆の忍者で、影虎に不満を持つ忍者の中から近習として集められた忍者の一人。
秋穂（あきほ）
声 - 藤森ゆき奈
物語序盤から登場する水玄衆の忍者で、影虎に不満を持つ忍者の中から近習として集められた忍者の一人。何度か影虎を暗殺しようと試みるものの失敗したため、色仕掛けを仕掛けたが逆に三日連続で相手させられ篭絡させられてしまう。
冬葉（ふゆは）
声 - 雪都さお梨
物語序盤から登場する水玄衆の忍者で、影虎に不満を持つ忍者の中から近習として集められた忍者の一人。
セリーヌ
声 - 藤森ゆき奈
システン王国の遠征軍の援軍として現れる将軍。しかし援軍として到着する前に罠により別の場所に停泊させられ、他の将軍と共に水玄衆に捕らわれてしまう。最終的に鬼松と結ばれる。
イングリッド
声 - 雪都さお梨
システン王国の遠征軍の援軍として現れる将軍。
ティオ
声 - 藤邑鈴香
システン王国の遠征軍の援軍として現れる将軍。
フウ
声 - 海原エレナ
結婚前に死亡してしまい成仏できなくなってしまった幽霊。ホタルに取り付き影虎と性行為を行うことで成仏した。

## 主題歌
「夜に飛ぶ龍」
楽曲製作：アトリエピーチ / 作詞・作曲：あきづきかおる / 歌唱：ひうらまさこ